# Varasdi laktanyaostrom
A varasdi laktanyaostrom (horvátul: Varaždinski dani rata), melyet a helyiek Varasd háborús napjaiként is emlegetnek a Jugoszláv Néphadsereg (JNA) laktanyájának és egyéb létesítményeinek blokádja és elfoglalása volt Varasd városában és környékén a horvátországi háború idején. A blokád 1991. szeptember 14-én kezdődött, de gyorsan harcokká fajult, és szeptember 22-én a JNA helyőrségének feladásával ért véget. Az esemény az ún. laktanyacsatának, a horvát fegyveres erők azon erőfeszítésének a része volt, mely a horvátországi laktanyákban állomásozó JNA-egységek elszigetelésére, illetve a laktanyák elfoglalására törekedett abból a célból, hogy fegyvert biztosítsanak Horvátország születőben lévő hadseregének.
Az ostromló erők száma meghaladta a több laktanyára, raktárra és egyéb létesítményre széttagolt varasdi JNA-helyőrség katonai létszámát, de a JNA az ostromlóknál lényegesen nagyobb tűzerővel rendelkezett. Az egyensúly, miután az ostrom első napjaiban kisebb JNA-állásokat foglaltak el, fokozatosan a horvát erők javára tolódott el, mígnem csak egy laktanya, ahol a JNA 32. hadtest főhadiszállása is volt, maradt a JNA irányítása alatt. Ekkor a 32. hadtest parancsnoka, Vladimir Trifunović vezérőrnagy és a varasdi polgári hatóságok megállapodtak abban, hogy a városban megmaradt JNA-erők fegyvereiket hátrahagyva megadják magukat, és szabadon távozhatnak.
A varasdi laktanyacsata legjelentősebb eredménye a 32. hadtest fegyvereinek megszerzése volt, mely nagymértékben növelte a horvát hadsereg harci képességeit. Miután elhagyta Horvátországot, Trifunovićot háborús bűnökkel vádolták meg a horvát hatóságok. Távollétében bíróság elé állították, és hat horvát katona harc közbeni haláláért, valamint az ostrom előtt és alatt több tucat horvát állampolgár megsebesítéséért elítélték. Hazaárulás miatt a jugoszláv hatóságok is eljárást indítottak ellene, de később kegyelmet kapott. 2013-ban újbóli tárgyalást kért a horvátországi háborús bűnökben ellene hozott ítélet megsemmisítésére, de az eljárás megkezdése előtt meghalt.

## Előzmények
1990-ben, a horvát szocialisták választási vereségét követően az etnikai feszültségek tovább fokozódtak. A Jugoszláv Néphadsereg (Jugoslovenska Narodna Armija – JNA) elkobozta Horvátország területvédelmi fegyvereit (Teritorijalna obrana – TO), hogy minimalizálja a lehetséges ellenállást. 1990. augusztus 17-én a fokozódó feszültség a horvátországi szerbek nyílt lázadásává fajult.A lázadás Dalmácia hátországának Knin körüli, túlnyomórészt szerbek lakta területein, valamint a Lika, Kordun, Banovina régiók és Kelet-Horvátország egyes részein zajlott. 1991 januárjában Szerbia Montenegró, valamint a szerbiai Vajdaság és Koszovó tartományok támogatásával kétszer is sikertelenül próbálkozott, hogy megszerezze a jugoszláv elnökség jóváhagyását a JNA bevetéséhez a horvát biztonsági erők leszerelésére.
A szerb felkelők és a horvát különleges rendőrség között márciusban vívott vértelen összecsapás után maga a JNA, Szerbia és szövetségesei támogatásával, kérte a szövetségi elnökséget, hogy adjon neki háborús jogosítványokat és hirdessen ki rendkívüli állapotot. A kérelmet 1991. március 15-én elutasították, és a JNA Slobodan Milošević szerb elnök irányítása alá került 1991 nyarán, amikor a jugoszláv szövetség szétesésnek indult. A hónap végére a konfliktus eszkalálódott, ami a háború első halálos áldozataihoz vezetett. A JNA ezután közbelépett, hogy támogassa a felkelőket, és megakadályozza a horvát rendőrség beavatkozását. Április elején a horvátországi szerb lázadás vezetői bejelentették, hogy az ellenőrzésük alatt álló területeket integrálják Szerbiával. Horvátország kormánya ezt az elszakadás aktusának tekintette.
1991 márciusára a konfliktus Horvátország függetlenségi háborújává fajult, majd 1991 júniusában, Jugoszlávia felbomlásával Horvátország kikiáltotta függetlenségét. A függetlenségi nyilatkozat három hónapos moratóriumot követően október 8-án lépett hatályba. A december 19-én a Krajinai Szerb Köztársaságra (RSK) átkeresztelt SAO Krajina ezután etnikai tisztogató akciókat indított a horvát civil lakosság ellen.
A fokozódó feszültségek szabályozását nehezítette az SAO Krajina növekvő támogatása, amelyet a Jugoszláv Néphadsereg (JNA) nyújtott. A horvát rendőrség képtelen volt megbirkózni a helyzettel, ami 1991 májusában a Horvát Nemzeti Gárda (ZNG) létrehozásához vezetett. Miközben a horvátországi katonai konfliktus tovább eszkalálódott a ZNG katonai erővé fejlesztését megnehezítette az ENSZ szeptemberben bevezetett fegyverembargója. Augusztus 26-án megkezdődött a konfliktus addigi legnagyobb fegyveres összecsapása, a vukovári csata.
1991 elején Horvátországnak nem volt reguláris hadserege, ezért védelmének megerősítése érdekében megduplázta rendőri erői létszámát, mely így 20 000 főre nőtt. A haderő leghatékonyabb részét a tizenkét zászlóaljba szervezett, a katonai egységek szerepét átvevő, 3000 fős különleges rendőrség jelentette. Emellett 16 zászlóaljba és 10 századba területi alapon szervezett 9-10 000 tartalékos rendőr is rendelkezésre állt. A tartalékos erőnek nem volt fegyvere. A helyzet romlására reagálva a horvát kormány a különleges rendőrzászlóaljakat négy, összesen mintegy 8000 fős, a Honvédelmi Minisztérium alárendeltségében álló gárdadandárba összevonva májusban létrehozta a horvát nemzeti gárdát (Zbor narodne garde - ZNG), amelynek élén Martin Špegelj nyugalmazott JNA-tábornok állt. Az addigra 40 000 fősre bővült regionális rendőrséget is a ZNG-hez csatolták, és 19 dandárba és 14 önálló zászlóaljba szervezték át. A gárdadandárok voltak a ZNG egyetlen olyan egységei, amelyek kézifegyverekkel teljesen fel voltak fegyverkezve. viszont az egész ZNG-ben hiányoztak a nehézfegyverek, és nem volt parancsnoki és irányító struktúra. A nehézfegyverek hiánya olyan súlyos volt, hogy a ZNG a múzeumokból és filmstúdiókból származó második világháborús fegyvereket próbálta rendszerbe állítani. Akkoriban a horvát fegyverkészlet 30 ezer külföldön vásárolt kézi lőfegyverből és 15 ezer, korábban a rendőrség tulajdonában lévő fegyverből állt. Ekkor a gárdadandárokba vezényelt állomány pótlására egy új, 10 000 fős különleges rendőri egységet hoztak létre.

## Az ostromhoz vezető események
A JNA-nak szerb lázadásban betöltött szerepéről alkotott horvát vélemények 1991. januárja és szeptembere között fokozatosan alakultak ki. Franjo Tuđman horvát elnök első terve az volt, hogy az Európai Közösség (EK) és az Egyesült Államok támogatását szerezze meg Horvátországnak; ezért a JNA-laktanyák és tároló létesítmények elfoglalására vonatkozó tanácsokat ekkor még elutasította. A JNA létesítményeinek elfoglalását először 1990 végén Martin Špegelj honvédelmi miniszter szorgalmazta; majd 1991 elején és közepén, miközben a JNA 1991 június–júliusában a tíznapos háborúban a szlovén területvédelmi erők ellen harcolt, ismét sürgette Tuđmant, hogy fogadja el a tervet. A júliusban kinevezett új honvédelmi miniszter, Šime Đodan is megismételte Špegelj felhívásait. Spegelj maradt a ZNG parancsnoka.

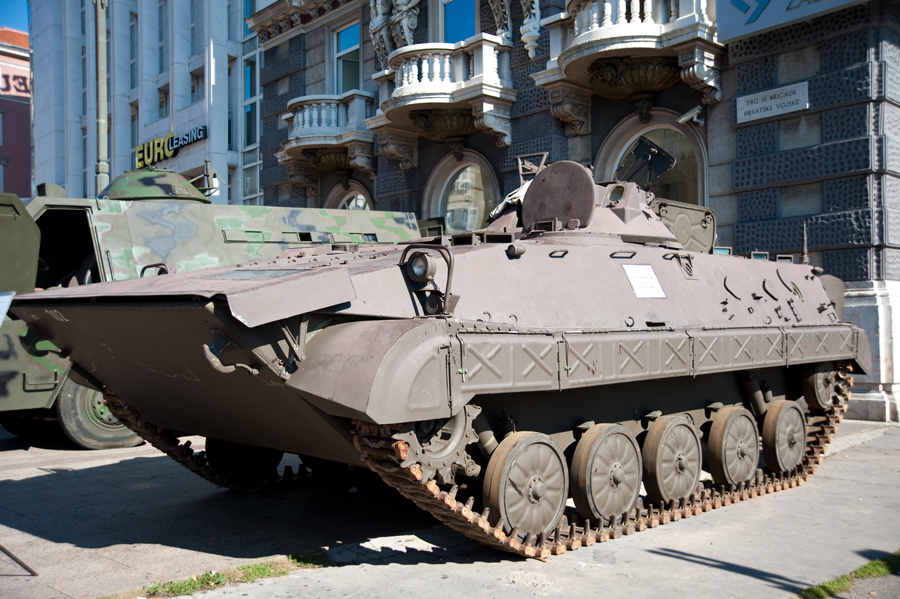
Zsákmányolt BVP M–80-as gyalogsági harcjármű

Tuđman álláspontját az a meggyőződése motiválta, hogy Horvátország nem tud háborút nyerni a JNA ellen. Annak ellenére, hogy a JNA tevékenységét a jelek szerint összehangolták a horvátországi szerb erőkkel, a ZNG tevékenysége csak a védelemre korlátozódott. Ezt a benyomást erősítették meg a JNA által a horvátországi szerb milícia és a ZNG közötti fegyveres konfliktusok után létrehozott ütközőzónák. A konfliktusokba JNA rendre azután avatkozott be, hogy a ZNG területet vesztett, így a JNA érkezése előtt az általuk elfoglalt területek horvátországi szerbek kezében maradtak. A JNA fegyvereket is biztosított a horvátországi szerbeknek, bár a legtöbb fegyvert szerbiai területvédelmi erők és a belügyminisztérium készleteiből biztosították számukra.
1991 júliusában egy parlamenti vita során Špegelj és Đodan követeléseit számos horvát parlamenti képviselő is támogatta. Emiatt Tuđman még abban a hónapban menesztette Đodant, amelyben kinevezte, Špegelj pedig augusztus 3-án lemondott posztjáról. A kelet-horvátországi helyzet romlása, ideértve a ZNG csapatainak a JNA erői által Baranyából történt eltávolítását, az Eszék, Vukovár és Vinkovce környékén kitört harcokat, a növekvő veszteségeket, valamint az egyre erősödő meggyőződést, hogy a JNA aktívan támogatja a szerbek lázadását, Tuđmant végül cselekvésre kényszerítette. Augusztus 22-én ultimátumot intézett a jugoszláv szövetségi hatóságokhoz, melyben követelte, hogy a JNA katonáit a hónap végéig vonják vissza a laktanyába. Az ultimátum kimondta, hogy ha a JNA a felhívásnak nem tesz eleget, Horvátország megszálló hadseregnek tekinti, és megteszi a megfelelő lépéseket. Szeptember 1-jén az EB tűzszünetet és békekonferenciát javasolt, amelyet ultimátuma ellenére Tuđman és a jugoszláv elnökség is elfogadott. A konferencia szeptember 7-én kezdődött, és négy nappal később az elnökség akkori horvát elnöke, Stjepan Mesić utasította a JNA-t, hogy 48 órán belül térjen vissza laktanyákba. A lépést Tuđmannak az a meggyőződése motiválta, hogy miközben a konferencia folyik, a ZNG teret veszít. A parancsot a testület más tagjai vitatták, és ez Horvátországnak okot adott arra, hogy a JNA-val nyíltan is szembeszálljon.

## A szembenálló erők
Varasd a JNA 32. hadtestének volt az állomáshelye, Vladimir Trifunović vezérőrnagy parancsnoksága alatt. A hadtest főhadiszállásán kívül a városban és környékén számos más JNA-létesítmény is volt. Ezek közül a legjelentősebb a magában Varasdban levő Kalnički partizani laktanya volt, ahol Berislav Popov ezredes 32. gépesített dandárja, valamint a Jalkovečke žvatje laktanya, ahol a Vladimir Davidović alezredes parancsnoksága alatt álló 32. vegyes tüzérezred állomásozott. A hadtest hatásköre túlnyúlt Varasdon és közvetlen környékén, ahol további jelentős harci egységek állomásoztak. Közülük a legjelentősebbek a 32. mérnöki ezred, amelynek főhadiszállása Csáktornyán, a 411. vegyes páncéltörő tüzérezred Kőrösön, a 73. gépesített dandár, Kaproncán, a 265. gépesített dandár Belováron, és a 288. vegyes páncéltörő tüzérdandár Verőcén volt. Magán Varasdon a JNA egységei hozzávetőleg 1000 katonát számláltak, így a JNA Varasd helyőrsége létszámát tekintve második legnagyobb volt Horvátországban. Ennek ellenére a JNA nem rendelkezett elegendő számú katonával a területen ahhoz, hogy minden létesítményét biztosítani tudja.
A horvát erők Varasdon és környékén, valamint a közeli Csáktornyán 640 nemzeti gárdistából (köztük 60 Zágrábból idevezényelt katonából), 100 rendőrből, 300 területvédelmi katonából és több száz fegyveres civilből álltak. A ZNG könnyű fegyverzetű csapatai a 104. dandárnak és az 1. gárdadandár 5. zászlóaljának voltak alárendelve. A kézi lőfegyvereken kívül mindössze 17 aknavetőjük, két 9M14-es Malyutka páncéltörő rakétarendszerük, két 12,7 milliméteres légvédelmi géppuskájuk és négy páncélozott szállítóhajójuk volt. A horvát erők parancsnoksága kezdetben a városban nem volt egységes, a horvát vezérkartól idevezényelt Želimir Škarec ezredes csak koordinációs szerepet töltött be.

## Az ostrom lefolyása

### Az első összecsapások
A JNA Varasdon és környékén lévő létesítményeinek blokádját 1991. szeptember 13-án rendelték el, és az intézkedés másnap lépett életbe, amikor megszűnt a közművekkel való ellátás és a megközelítés lehetősége. Válaszul a hadtest parancsnoksága tájékoztatta a horvát erőket, hogy nem tudják többé garantálni a békét, hacsak nem állítják helyre a közműveket, és nem engedik szabadon közlekedni a JNA katonai járműveit. Szeptember 15-én a hadtest megkezdte a felkészülést minden kisebb, nem védhető katonai létesítmény elhagyására. Ezzel egy időben megkezdődtek a tárgyalások a hadtestparancsnokság és a varasdi polgári hatóságok között. 15:30-kor a Jugoszláv Légierő megtámadta a varasdi repülőteret. A rajtaütés célja az volt, hogy megzavarja az 1,5 tonna rakomány szállítására átalakított An–2 mezőgazdasági repülőgépek repüléseit, amelyek a magyarországi Nagykanizsáról szállítottak fegyvereket a horvát erők számára. A támadó erő a Željava légibázisról felszálló két gépből állt, amelyek hangrobbanást keltve bombázták a repülőteret. Az egyik bomba a földön semmisített meg egy An–2-est, és megrongálta a kifutópályát, míg a második bomba egy közeli mezőbe csapódott.

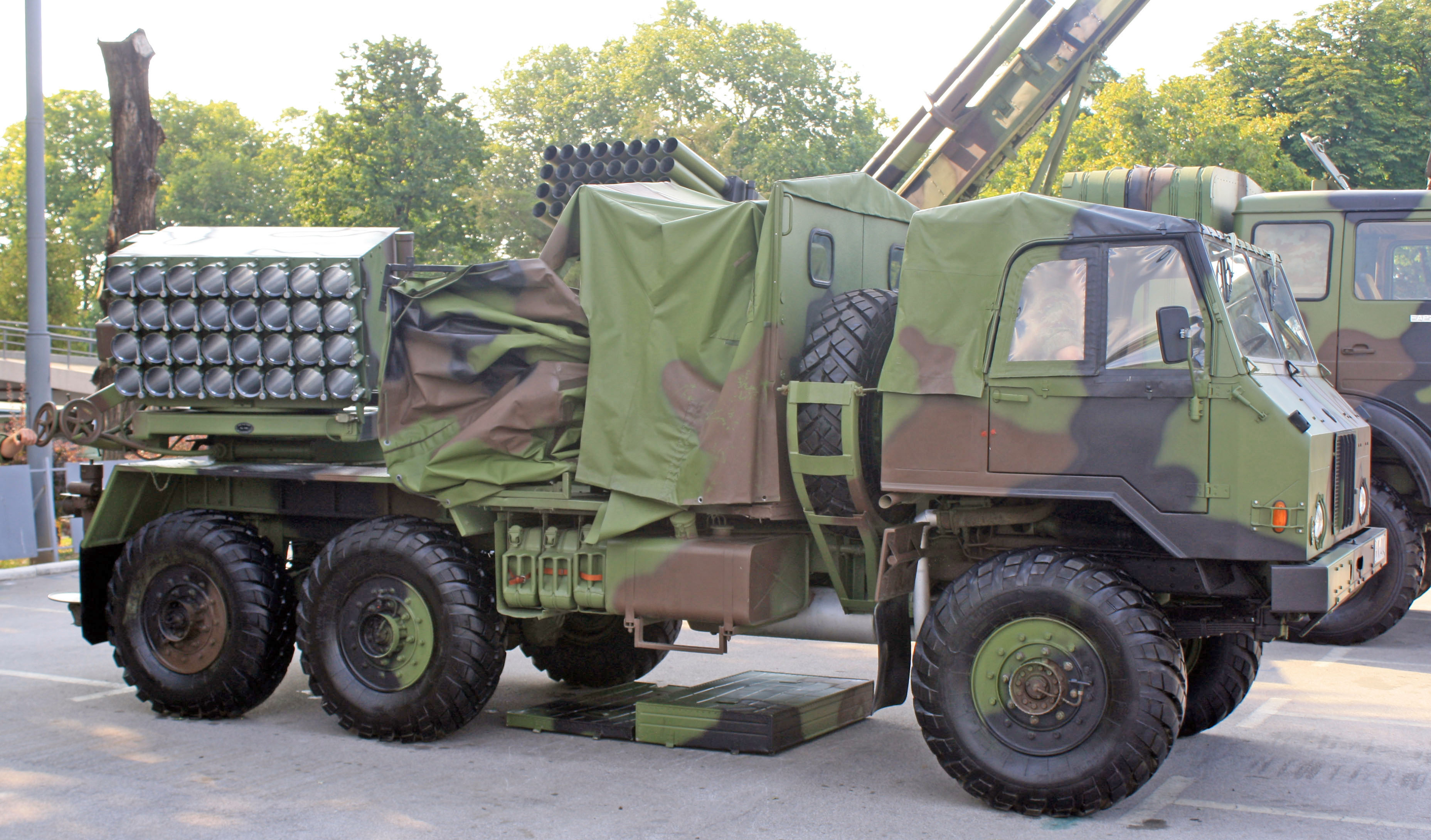
Az egyik M94-es rakétavető a hadizsákmányból

16:50 és 17:07 között kézi lőfegyveres tűzpárbaj volt a JNA-nak a hadtest parancsnokságán állomásozó csapatai és a közeli rendőri ellenőrző ponton levő horvát erők között, majd 17:35-kor 32. gépesített dandár indított aknavetős támadást. Az aknavető tűz a rendőrőrsre és a környező épületekre, valamint a közeli Nedeljanec falu elektromos alállomására irányult. A varasdi polgári hatóságok azonnal értesítették az Európai Közösség Megfigyelő Misszióját a várost ért károkról. Szeptember 16-ra a város JNA tüzérségi bombázása a Varasd-Csáktornya út különböző kereszteződéseire és a Dráva-híd megközelítésének megakadályozására terjedt ki. Ez utóbbi egy ellencsapás tűz volt, azokat a ZNG aknavetőket célozva, amelyek a teljes hadművelet alatt körülbelül 150 aknagránátot lőttek ki a JNA csapataira. Szeptember 16-án a nap végére a 32. gépesített dandárból 42 JNA-tiszt és katona dezertált. A JNA megparancsolta a Csáktornyától Ludbregig magyar határ mentén állomásozó határőreinek, hogy létesítményeik körül helyezzenek el aknákat, majd menjenek át Magyarországra, és adják meg magukat az ország hatóságainak.

### A leghevesebb harcok
Szeptember 17-én a 104. dandár parancsnoka, Ivan Rukljić ezredes vette át az összes varasdi horvát erő parancsnokságát. A Jugoszláv Légierő, a néhány nappal korábban Varasdnál végrehajtott légicsapáshoz hasonlóan megtámadta a csáktornyai repülőteret. Aznap este tört ki az ostrom legsúlyosabb harca Varasdon, melynek hevességére jellemző, hogy a 104. dandár jelentése szerint bizonytalan, meddig lesz képes fenntartani a blokádokat. A horvát erők, miután a JNA helyőrségei Csáktornyán, Kőrösön és Verőcén megadták magukat a ZNG-nek aznap további fegyvereket kaptak. Aznap magában Varasdban a 15. Maj laktanyában állomásozó JNA 32. hadtest hadtestszintű egységei is megadták magukat a ZNG-nek. A következő napon, mivel a horvát erők több kisebb JNA-létesítményt foglaltak el a harcok ismét felerősödtek, így már csak a hadtest főhadiszállása, a Kalnički partizani laktanya és a Jalkovečke žrtve laktanya maradtak a JNA katonai bázisai a városban. A harcok során a ZNG-nek egy halálos áldozata volt, és elfogott kilenc JNA-tisztet és 30 katonát.

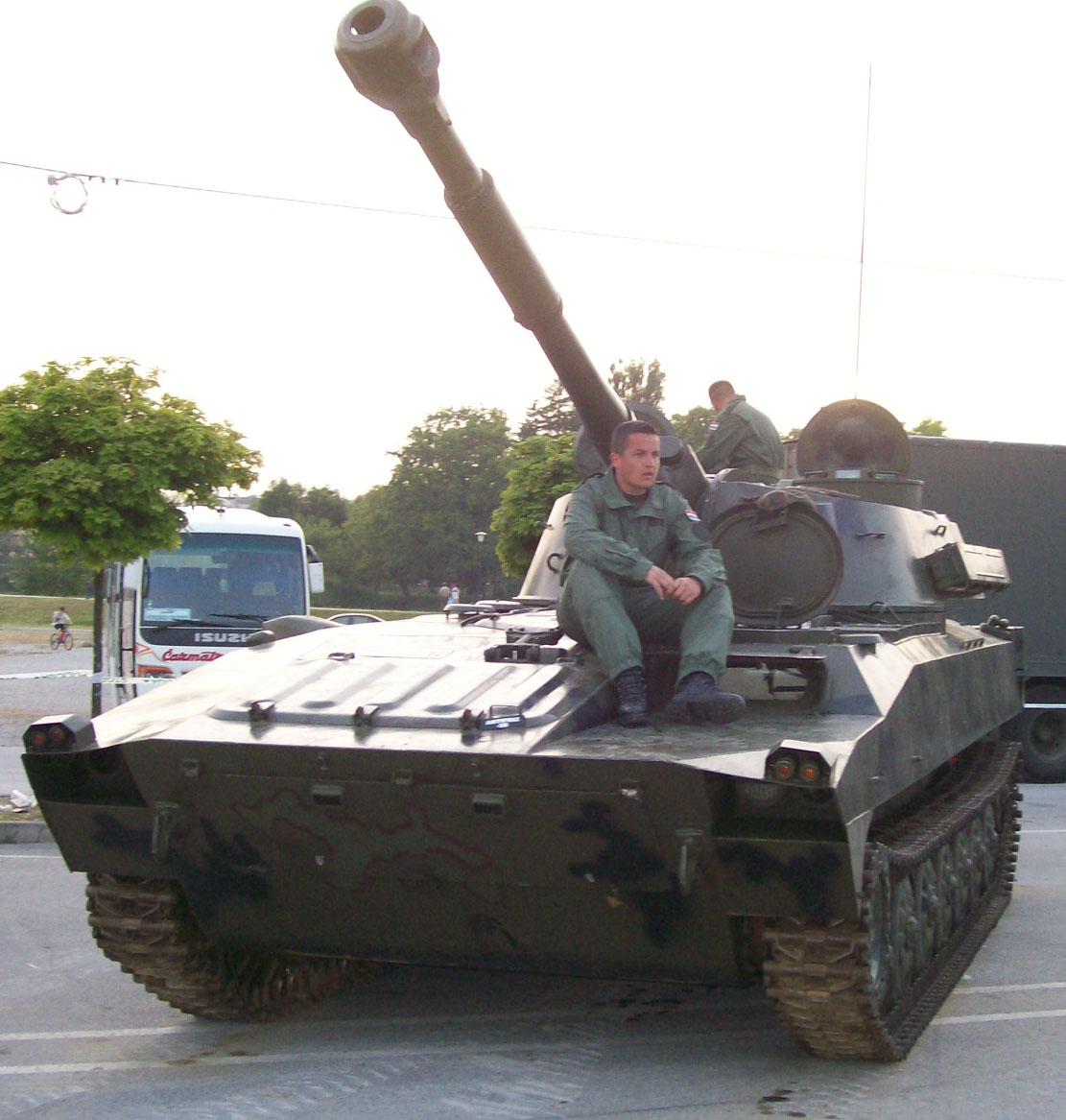
2SZ1 Gvozgyika önjáró tarack a hadizsákmányból

Szeptember 19-én a horvát erőknek sikerült megakadályozniuk a rádiókommunikációt a 32. gépesített dandár tüzérsége és tüzérségi megfigyelői között, és saját adót állítottak fel a JNA tüzérségi tüzének a Jalkovečke žrtve laktanya ellen irányítására. Ezt a megtévesztést arra tervezték, hogy Davidovićcsal elhitesse, hogy a ZNG-nek sokkal nagyobb tűzereje van, mint azt várta. A terv működött, és amikor aznap a ZNG csapatai bevonultak a laktanya épületébe, a 32. vegyes tüzérezred (négy tiszt és 196 katona) megadta magát. Szeptember 19-én késő este a horvát rendőrség és a 104. dandár 3. zászlóaljának elemei, miután a JNA parancsnoka ellenállás nélkül feladta a létesítményt és annak 60 fős helyőrségét, elfoglalták a Varasd melletti Banjšćinán található varasdhegyi fegyverraktárat. A JNA fegyvereinek megszerzése nagymértékben javította a horvát pozíciókat azokon a tárgyalásokon, melyeken megpróbálták meggyőzni a 32. hadtest JNA-parancsnokait, hogy adják meg magukat.

### A JNA-helyőrség feladása
A blokád még két napig tartott, miközben a horvát és a JNA csapatai között folytatódtak az összecsapások. Szeptember 21-én a 32. hadtest nehéz helyzetbe került. Parancsnokságának azt jelentette, hogy nem tud tovább ellenállni, mivel fegyver- és lőszerraktárai elvesztek, és a 32. gépesített dandár bázisa kivételével az összes laktanyáját elfoglalták. Továbbá megjegyezte, hogy fennáll annak a lehetősége, hogy a megmaradt csapatok tömegesen dezertálnak. Trifunović állítása szerint a megadási szándékáról értesítette Života Avramović vezérezredest, közvetlen felettesét, az 5. katonai körzet parancsnokát. Avramović ezután azt mondta Trifunovićnak, hogy tegyen úgy, ahogy jónak látja. Szeptember 22-én a horvátok ultimátumot adtak át, amelyben a városban tartózkodó JNA-csapatok feladását követelték, és felajánlották a személyi állománynak, hogy „becsülettel” hagyhatják el Horvátországot. Trifunović 11:00-kor elfogadta a horvát feltételeket.

## Következmények
A harcok során egy JNA-tiszt és egy altiszt meghalt, és 15 JNA-katona megsebesült. A horvát erők két halálos és 24 sebesült veszteséget szenvedtek el. Két civil is meghalt. Körülbelül 1000 JNA-tiszt és katona adta meg magát a ZNG-nek.A Varasdon élő tiszteket és családtagjaikat, valamint a Horvátországot elhagyni akaró mintegy 450 katonát tizenkét autóbuszból és több személygépkocsiból álló konvojban szállították Szerbiába.A konvojt rendőri kísérettel látták el, a varasdi polgári hatóságok két képviselője pedig, hogy garantálják a biztonságos áthaladást túszként kísérte a konvojt. Az egyik túsz Radimir Čačić volt, aki 20 évvel később Horvátország miniszterelnök-helyettese lett.

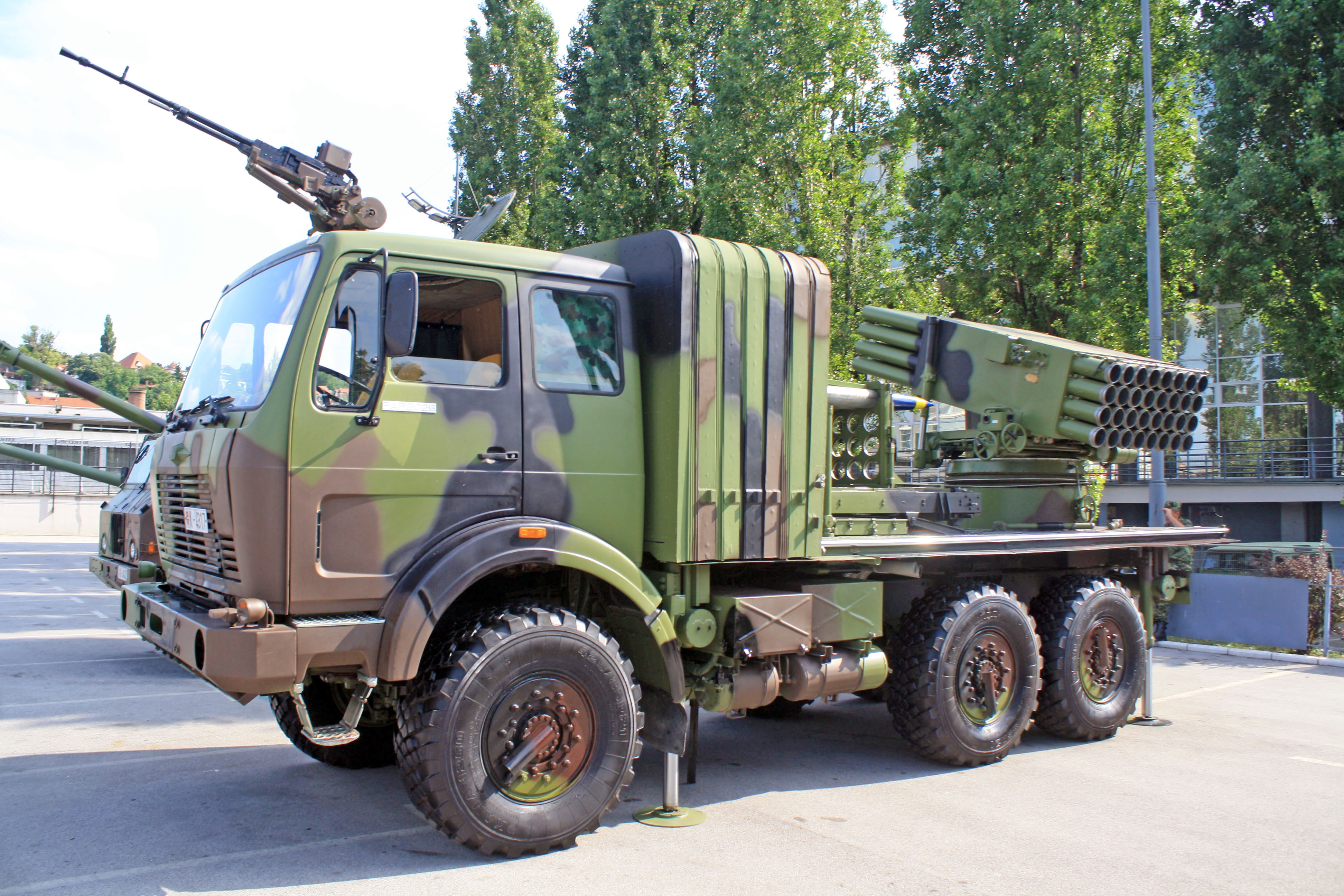
128 mm-es M-77 Oganj rakétavető a hadizsákmányból

A ZNG 74 db T–55 harckocsit, körülbelül tíz speciális célú járművet (köztük PT-76 kétéltű könnyű harckocsikat), páncélozott mentőjárműveket és páncélozott hidász járműveket, 48 db BVP M–80 gyalogsági harcjárművet, 18 db önjáró löveget, légvédelmi fegyvereket, hat 2S1 Gvozdika önjáró tarackot, hat M–63 Plamen és négy M–77 Oganj rakétavetőt, tizennyolc 155 milliméteres és tizenkét 152 milliméteres löveget vontatójárművekkel, körülbelül 180 db 100 milliméter alatti tüzérségi eszközt, több 60 milliméteres, 82 milliméteres és 120 milliméteres aknavetős üteget, 25 000 db kézi lőfegyvert és 250 darab mérnöki berendezést, nagy mennyiségű kommunikációs berendezést és több százezer tonna lőszert zsákmányolt. A fegyverek egy részét Trifunović utasítására nem sokkal a megadás előtt hatástalanították. A zsákmányolt fegyvereket szétosztották a Kelet-Szlavóniában, Likában és Dalmáciában telepített ZNG egységek között, és új ZNG-egységek felszerelésére is használták.
Amikor az utolsó JNA-laktanya és a 32. hadtest főhadiszállása megadta magát, a hadtest körzetében csak két nagyobb JNA-bázis maradt– Belovár és Kapronca. A JNA belovári helyőrségét egy héttel később foglalta el a ZNG, míg a kaproncai laktanya egy nappal ezt követően adta meg magát. A varasdi JNA-laktanya, és különösen a 32. hadtest raktári létesítményeinek elfoglalása igen jelentős volt a horvát haderő fejlődése szempontjából. Varasdon minden évben megünneplik a laktanya elfoglalását, és a helyiek „Varasd háborús napjaiként” (Varaždinski dani rata) emlegetik.
Trifunovićot Horvátországban, ahol hat személy halálát és további 37 katona és civil megsebesülését írták a rovására, háborús bűnökkel vádolták meg. 1991-ben egy horvát bíróság távollétében perbe fogta, bűnösnek találta és 15 év börtönre ítélte. 1994-ben a jugoszláv hatóságok hazaárulással vádolták meg, amiért a teljes JNA 32. hadtestet átadta a ZNG-nek. Elítélték, és 11 év börtönbüntetést kapott. 1996 elején kegyelmet kapott és szabadon engedték, a jugoszláv kormány pedig 62 000 eurós kártérítést fizetett neki, amiért csaknem két évig volt börtönben.  2013-ban Trifunović hivatalosan perújítást kért Horvátországban, de 2017 januárjában, mielőtt az eljárás megindulhatott volna, meghalt.

## Fordítás
Ez a szócikk részben vagy egészben  a   Siege of Varaždin barracks című angol Wikipédia-szócikk ezen változatának fordításán alapul.  Az eredeti cikk szerkesztőit annak laptörténete sorolja fel. Ez a jelzés csupán a megfogalmazás eredetét és a szerzői jogokat jelzi, nem szolgál a cikkben szereplő információk forrásmegjelöléseként.